# Éléphant d'Afrique
Loxodonta
Genre
Espèces de rang inférieur
- L. africana
- L. cyclotis
- † L. adaurora

† L. a. adaurora
† L. a. kararae
- † L. atlantica

† L. a. angammensis
† L. a. atlantica
- † L. exoptata
- † L. cookei

Répartition géographique
Les éléphants d'Afrique (Loxodonta) forment un genre de mammifères proboscidiens de la famille des éléphantidés. Les deux espèces actuelles de ce genre, l'éléphant de savane et l'éléphant de forêt étaient autrefois considérées comme une même espèce. Ces espèces sont aujourd'hui menacées,.

## Étymologie
Le nom de genre Loxodonta est un nom de latin scientifique formé à partir de deux mots du grec ancien, λοξός / loxós, « oblique, qui est de travers »
et ὀδούς / odoús, au génitif ὀδόντος / odóntos, « dent », soit « dent oblique ».

## Classification

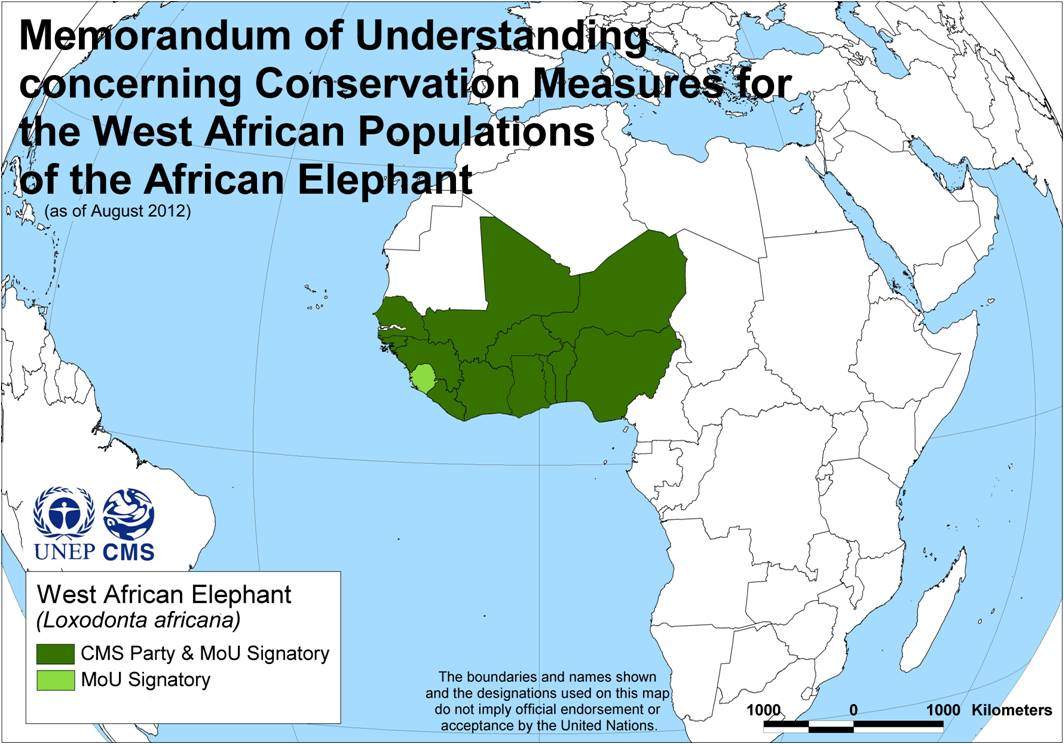
Parties signataires du Memorandum sur la protection de l'éléphant en Afrique de l'Ouest établi sous l'égide de l'ONU et de la Convention de Bonn.

Le genre comprend les deux espèces suivantes :
- l'éléphant de savane d'Afrique - Loxodonta africana (Blumenbach, 1797) —, l'espèce africaine la plus connue, a des oreilles plus longues et plus grandes que celles de l'éléphant d'Asie (Elephas maximus). Il présente également une taille moyenne plus importante et un dos concave. Les mâles et les femelles ont des défenses externes, et sont d'habitude moins poilus que leurs cousins asiatiques ;
- l'éléphant de forêt d'Afrique - Loxodonta cyclotis (Matschie, 1900) — possède des oreilles généralement plus petites et plus circulaires que l'espèce de savane et des défenses plus minces et plus droites. Il peut peser jusqu'à cinq tonnes, et mesurer jusqu'à 3,5 mètres pour un mâle, les femelles mesurent 2,5 mètres de haut et pèsent trois tonnes. Cette espèce, moins connue en raison des obstacles écologiques et politiques, est plus difficile à étudier et à protéger. On la rencontre principalement en forêt dense d'Afrique centrale et d'Afrique de l'Ouest, mais se trouve aussi parfois en lisière de territoire forestier, comme les éléphants de savane.

Les différents éléphants africains ont longtemps été considérés comme des représentants de sous-espèces du taxon Loxodonta africana. Des études sur quatre gènes en 2001 ont permis de démontrer que les deux principales sous-espèces africaines Loxodonta africana africana et Loxodonta africana cyclotis étaient en fait deux espèces phylogénétiques distinctes : en Afrique, il convient donc de distinguer désormais l’éléphant de la savane Loxodonta africana et l’éléphant des forêts Loxodonta cyclotis. Ces résultats, contestés par d'autres scientifiques, ont été confirmés par une étude portant sur 375 régions de leur ADN nucléaire comparés avec l'éléphant d'Asie et deux « cousins » disparus, le Mammut americanum et le Mammuthus primigenius. La divergence entre les deux espèces s'est produite à la même période que la divergence de l’éléphant d’Asie et le mammouth laineux, tandis que la séparation entre les lignées de l'éléphant d'Afrique et celles d'Asie datent de 4,2 à 9 millions d'années.

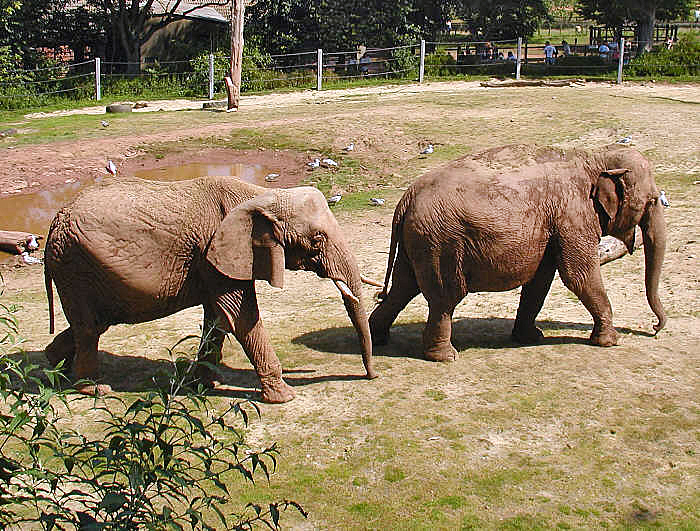
À gauche un éléphant de savane d'Afrique (Loxodonta africana), à droite un éléphant d'Asie (Elephas maximus).
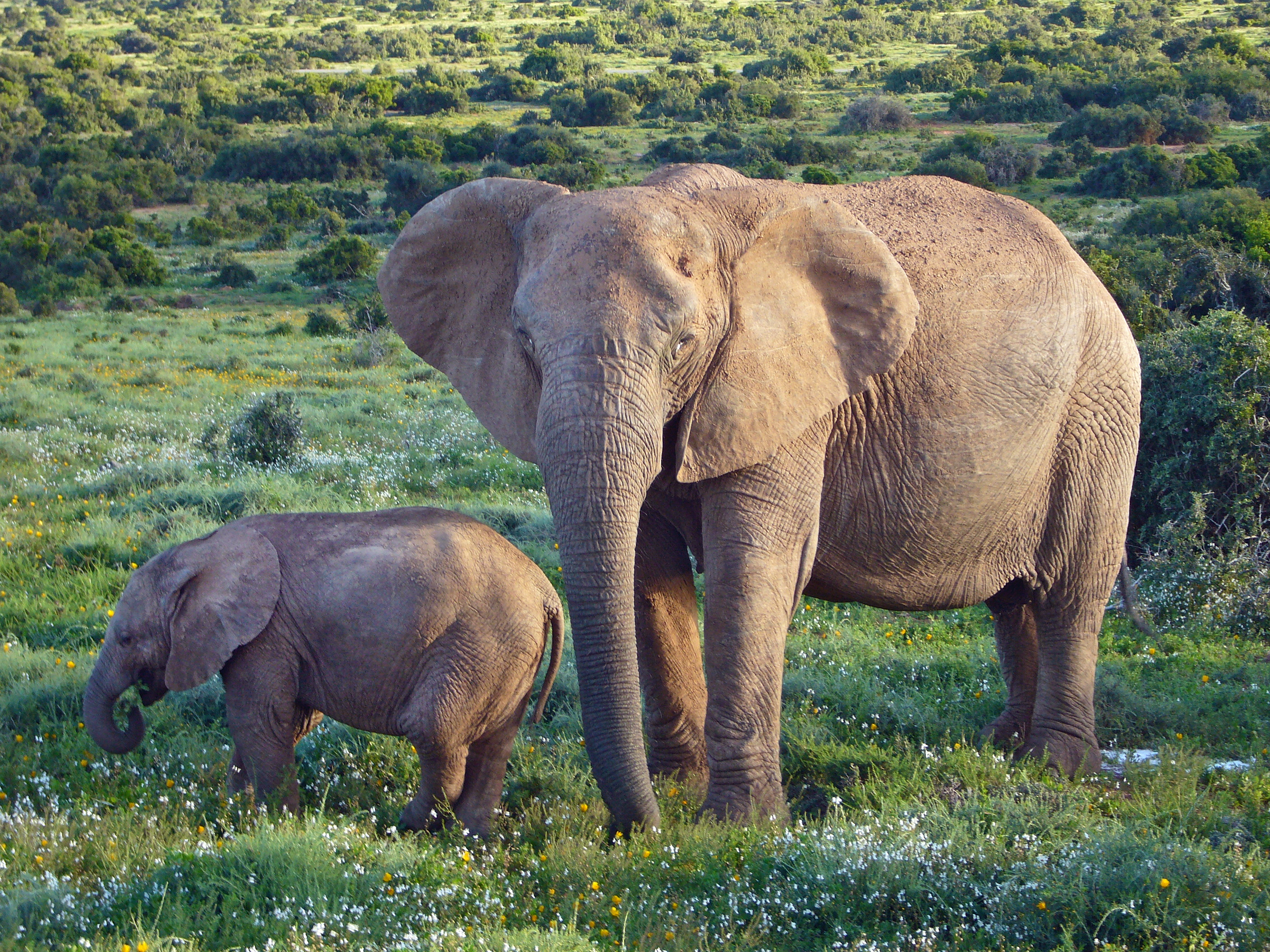
Éléphant de savane d'Afrique : femelle et son éléphanteau.
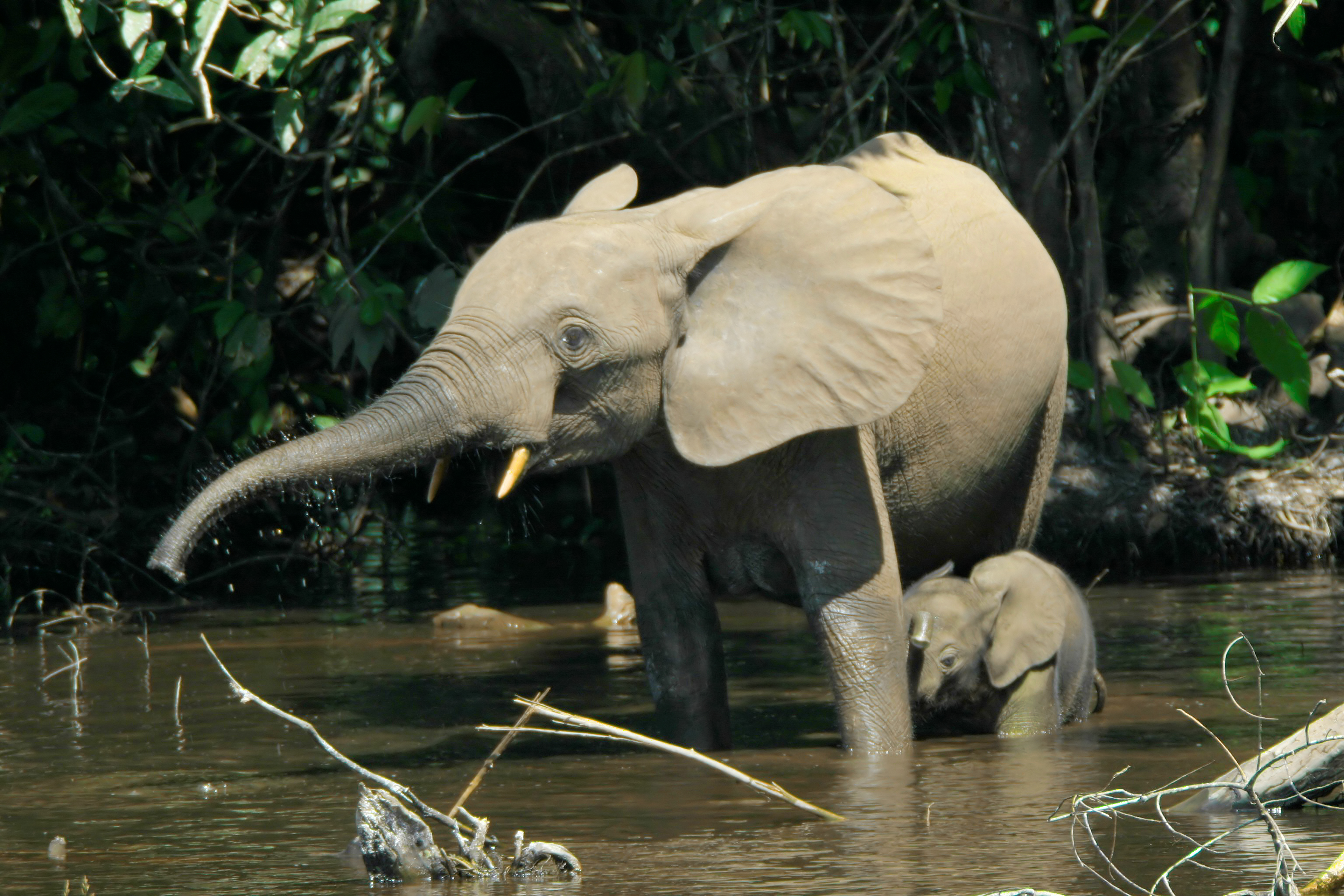
Éléphant de forêt d'Afrique (Loxodonta cyclotis) : femelle et son éléphanteau.

### Éléphants d'Afrique disparus
Entre la fin du XVIIIe et le XXIe siècle, les éléphants d'Afrique éteints suivants ont été décrits sur la base de restes fossiles :
- Éléphant d'Afrique du Nord († Loxodonta africana pharaohensis) proposé par Paulus Edward Pieris Deraniyagala en 1948 était un spécimen du Fayoum en Égypte[7].
- † Loxodonta atlantica a été proposé comme Elephas atlanticus par Auguste Pomel en 1879 basé sur un crâne et des os trouvés à Ternifine, Algérie[8].
- † Loxodonta exoptata proposé par Wilhelm Otto Dietrich en 1941 était basé sur des dents trouvées à Laetoli, en Tanzanie[9].
- † Loxodonta adaurora proposé par Vincent Maglio en 1970 était un squelette complet trouvé à Kanapoi, au Kenya[10].
- † Loxodonta cookei proposé par William J. Sanders en 2007 basé sur des dents trouvées dans la formation de Varswater à Langebaanweg, en Afrique du Sud[11].

## Menaces et protection

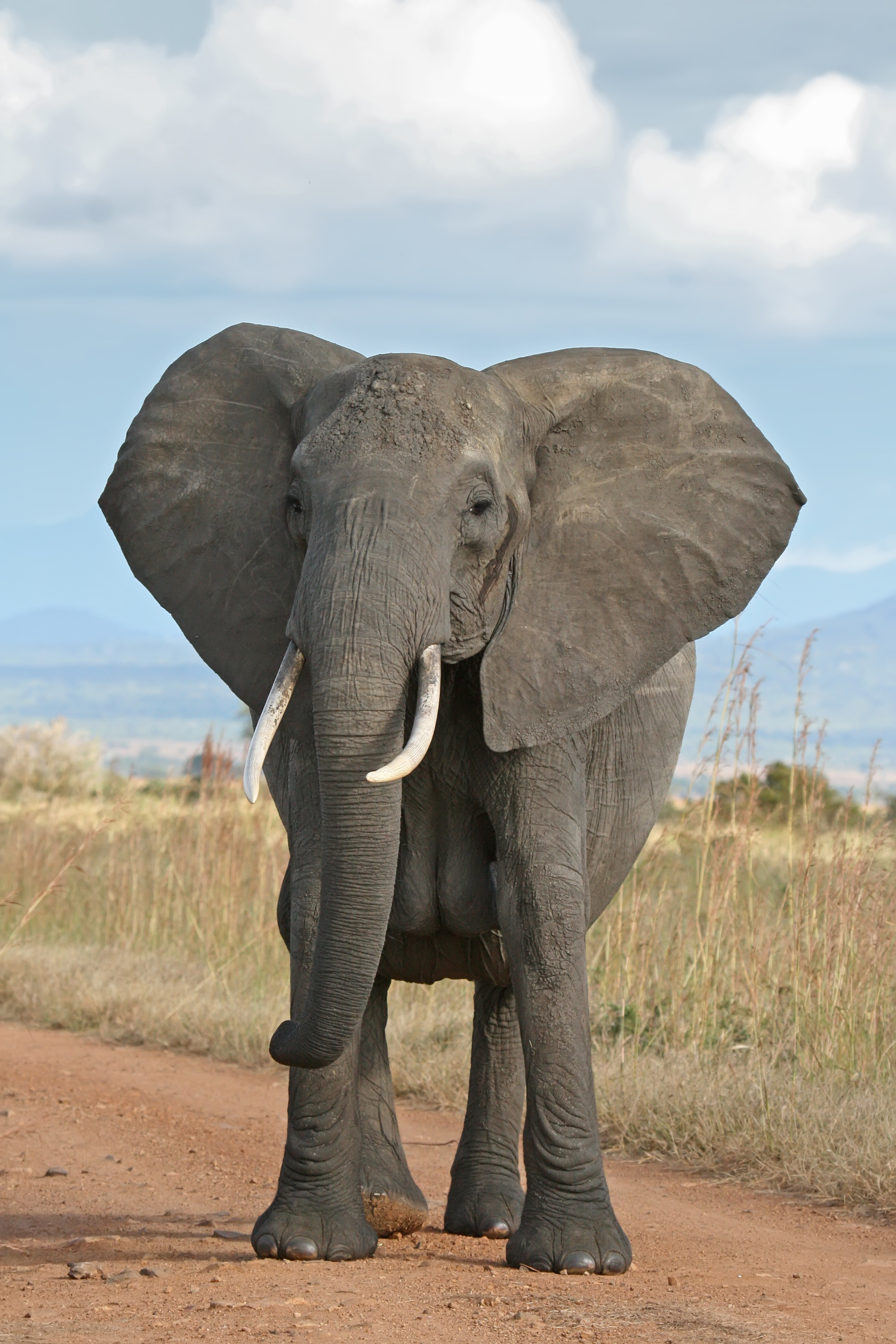
Femelle éléphant africaine au Parc national de Mikumi, Tanzanie

### Menaces
La population des éléphants d'Afrique a très fortement chuté depuis plusieurs décennies, en raison du braconnage ainsi que, sur le long terme, de la destruction des habitats. L’effectif total du continent africain est estimé à 415 000 éléphants, mais il peut y avoir entre 117 000 et 135 000 éléphants de plus dans des zones n’ayant pas été systématiquement recensées. Pour donner une idée de la vitesse d'extinction, au début du XXe siècle, il y avait entre 3 et 5 millions d'éléphants, et avant la colonisation européenne, il y avait environ 20 millions d'éléphants de savane, selon une étude de l'ONG Elephants without borders publiée fin août 2016. L'éléphant de savane d'Afrique a été classé en 2004 dans la catégorie des espèces vulnérables de la liste rouge de l'UICN. L'éléphant de forêt d'Afrique est lui classé en danger par l'UICN. Le braconnage est favorisé par le commerce illégal de l'ivoire,. Le commerce de l'ivoire a alimenté pendant longtemps les fabriques de sculpture sur ivoire en Chine, qui commencent à fermer depuis 2017. Le gouvernement du Botswana autorise à nouveau la chasse à l'éléphant à partir de 2019.
La population des éléphants d'Afrique a chuté de 70 % depuis les années 1980. Ils pourraient être amenés à la disparition totale dans les années 2040.

### Protection
L'ONG britannique Save the Elephants lutte pour la protection de l'éléphant d'Afrique. Le WWF mène aussi des programmes de conservation, selon plusieurs axes : la lutte contre le braconnage, la réduction du commerce illégal, l'atténuation des conflits éléphants-hommes et le renforcement des capacités dans les pays de l’aire de répartition en aidant des gouvernements des États de l’aire de répartition à produire des stratégies nationales et sous régionales de conservation des éléphants.